# كريستوفر راش
كريستوفر راش (بالإنجليزية: Christopher Rush)‏ هو رسام ورسام توضيحي أمريكي، ولد في 1 يونيو 1965 في نيويورك في الولايات المتحدة، وتوفي في 10 فبراير 2016 في لوس أنجلوس في الولايات المتحدة.